# Melanocharis versteri
Il beccabacche coda a ventaglio (Melanocharis versteri (Finsch, 1876)) è un uccello passeriforme della famiglia Melanocharitidae.

## Etimologia
Il nome scientifico della specie, versteri, venne scelto in omaggio all'allora amministratore del Museo di Storia Naturale di Leida, Florentius Abraham Verster van Wulverhorst: il suo nome comune è invece un riferimento all'aspetto.

## Descrizione

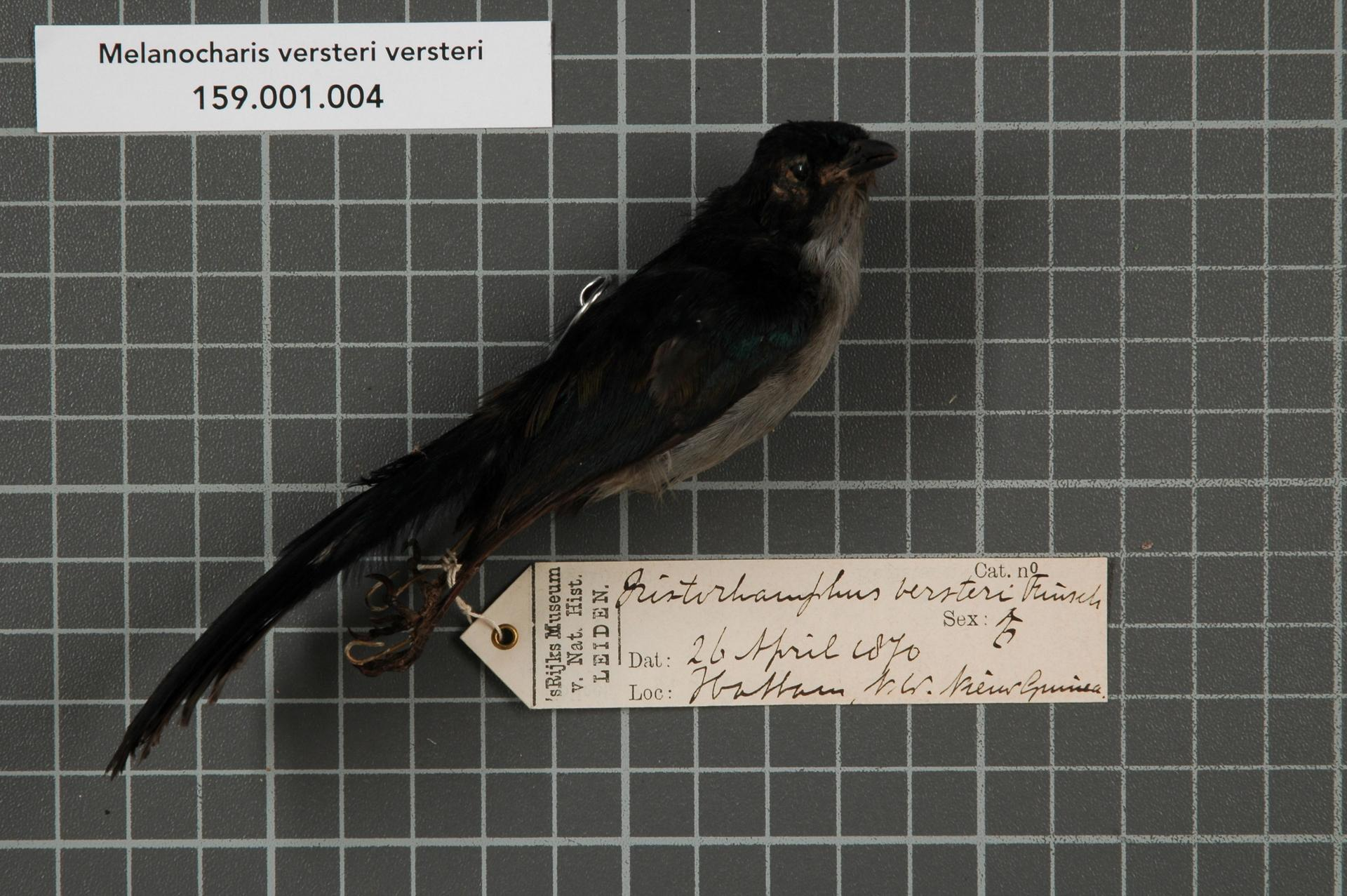
Maschio impagliato.

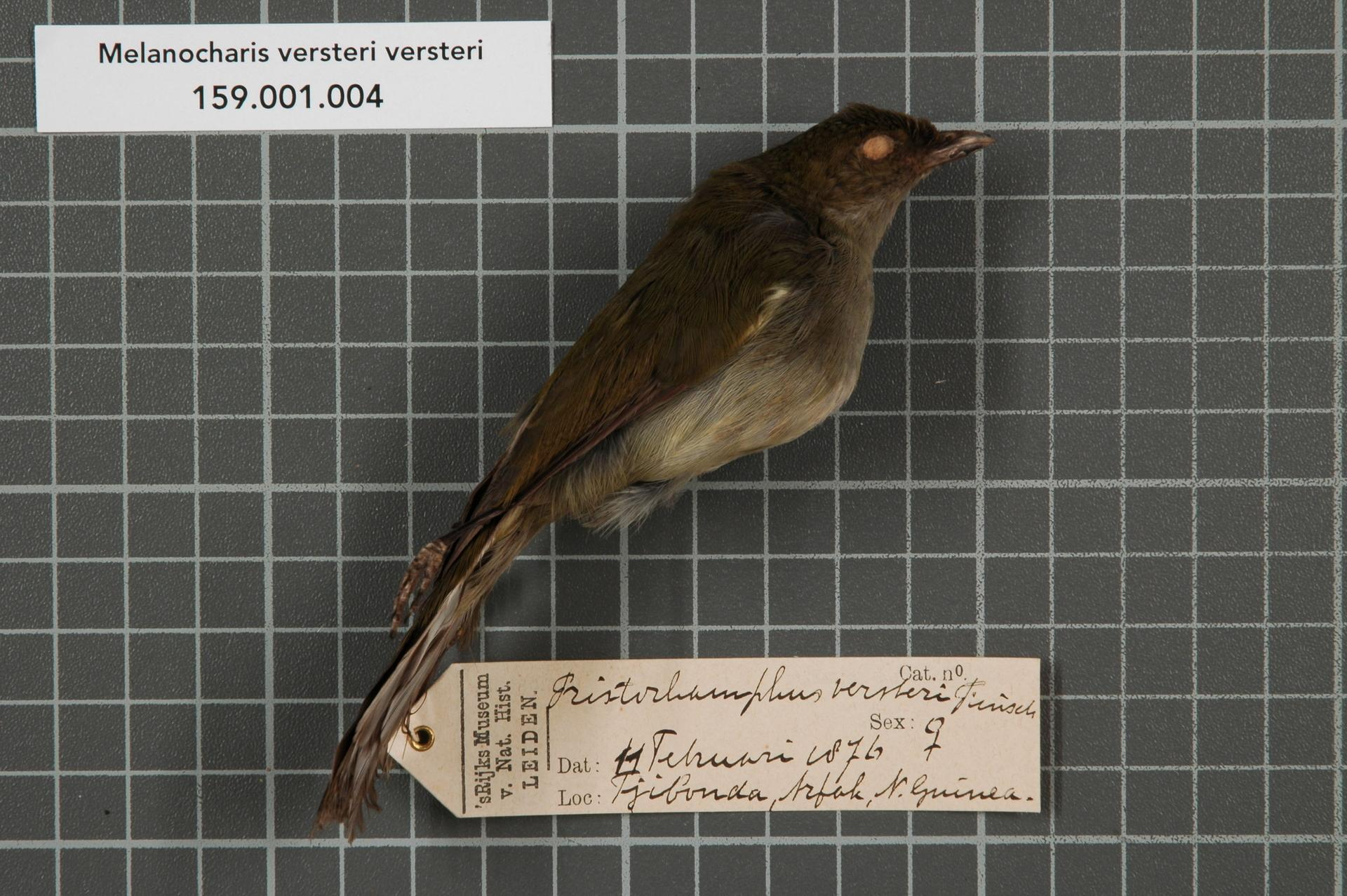
Femmina impagliata.

### Dimensioni
Misura 14–15 cm di lunghezza, per 12-20 g di peso. Caso rarissimo fra i passeriformi (lo si osserva solo nell'affine baccabacche striato), in questa specie le femmine sono più grosse e pesanti dei maschi anche di un terzo: inoltre, le dimensioni sembrano essere direttamente proporzionali all'altitudine, con le popolazioni più in quota più grandi per la regola di Rapoport.

### Aspetto
Si tratta di uccelli dall'aspetto paffuto e massiccio, muniti di testa allungata, becco sottile e di media lunghezza, forti zampe e coda piuttosto lunga.
Il piumaggio presenta dimorfismo sessuale ben evidente: nei maschi, fronte, vertice, nuca, guance, dorso, ali, sottocoda e coda sono di colore nero lucido, con sfumature metalliche di colore verdastro su ali, nuca e dorso e penne laterali della coda dalla metà prossimale bianca, mentre gola, petto e ventre sono di colore grigio-biancastro. Nelle femmine, invece, testa, dorso, gola e petto tendono al grigio-brunastro, ali, codione e coda sono di colore bruno-olivastro (con remiganti e coda più scure e tendenti al nerastro), e ventre e sottocoda sono di color sabbia con sfumature color nocciola sui fianchi.
Becco e zampe sono di colore nerastro, mentre gli occhi sono di colore bruno scuro.

## Biologia
Si tratta di uccelli dalle abitudini di vita essenzialmente diurne, che vivono da soli o in coppie, muovendosi perlopiù fra i cespugli e i rami bassi degli alberi, salendo nella canopia solo se vi trovano frutti ben maturi.

### Alimentazione
La dieta di questi uccelli si compone soprattutto di bacche e piccoli frutti, constando però anche di una buona componente insettivora.

### Riproduzione
Si tratta di uccelli monogami: la stagione degli amori non è conosciuta, ma nidi e giovani sono stati osservati fra giugno e novembre, a cavallo fra la stagione delle piogge e la stagione secca.
La costruzione del nido è a completo carico della femmina: esso consiste in una coppa spessa e profonda di fibre vegetali e licheni intrecciati. Al suo interno vengono deposte 1-4 uova, che la femmina cova da sola per poco più di due settimane.

I pulli, ciechi ed implumi alla schiusa, vengono accuditi e imbeccati da ambedue i genitori: essi s'involano a circa tre settimane di vita, ma continuano a rimanere presso il nido, seguendo i genitori nei loro spostamenti, almeno fino al mese e mezzo di vita.

## Distribuzione e habitat
La specie è endemica della Nuova Guinea, della quale occupa tutto l'asse montuoso centrale, dalla penisola di Doberai ai monti Owen Stanley, nonché le montagne Foja e la penisola di Huon.
L'habitat di questi uccelli è rappresentato dalla foresta pluviale montana e nebulosa, sia primaria che secondaria, purché con denso sottobosco dove cercare il cibo: questi uccelli si spingono anche nei frutteti e nei giardini e parchi delle zone suburbane.

## Tassonomia
Se ne riconoscono tre sottospecie:

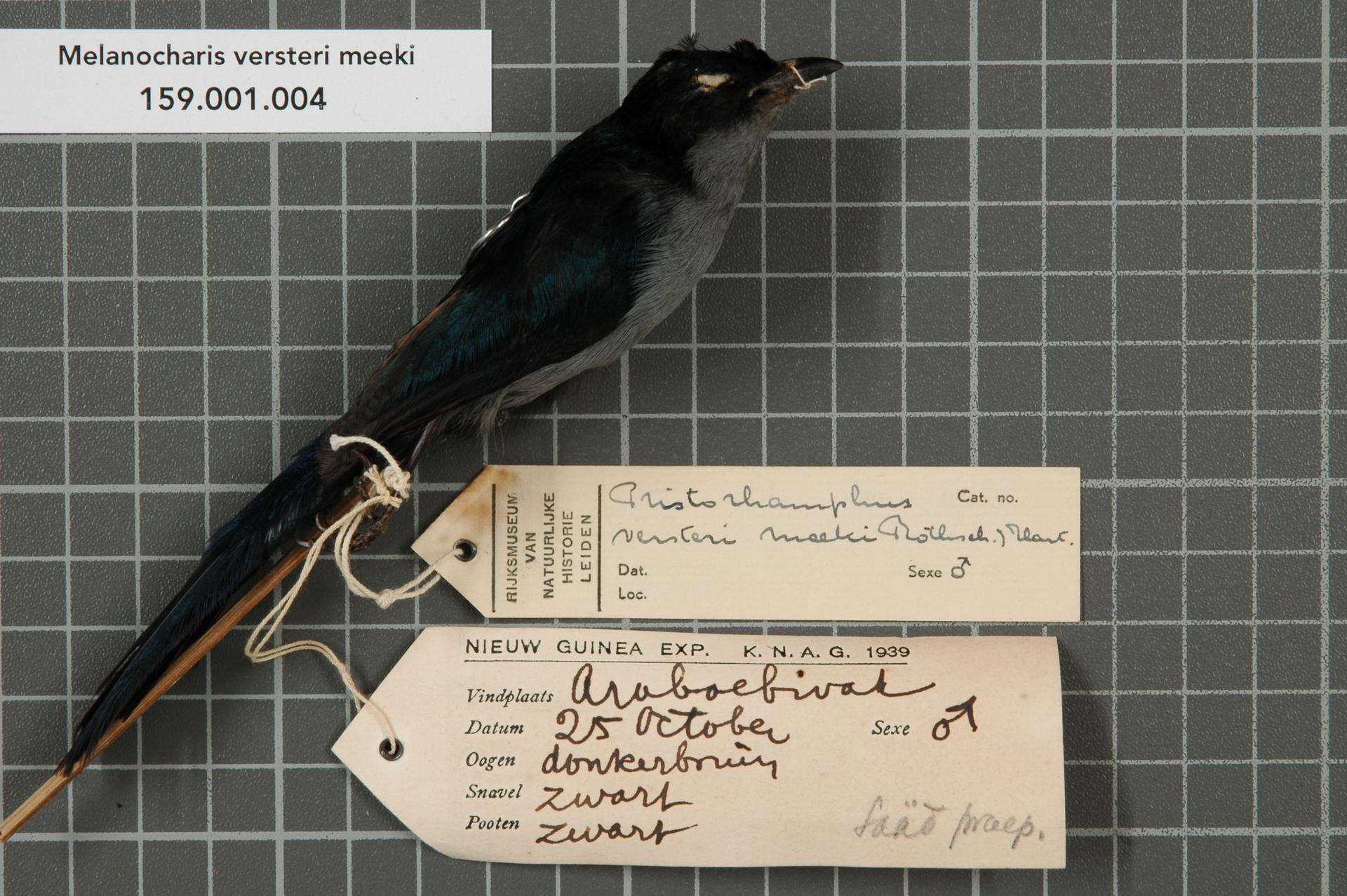
Maschio impagliato della sottospecie meeki.

- Melanocharis versteri versteri (Finsch, 1876) - la sottospecie nominale, diffusa nella penisola di Doberai;
- Melanocharis versteri meeki (Rothschild & Hartert, 1911) - diffusa nella provincia di Papua;
- Melanocharis versteri maculiceps (de Vis, 1898) - diffusa in Papua Nuova Guinea.

Alcuni autori riconoscerebbero anche una sottospecie virago delle Terre Alte e della penisola di Huon, sinonimizzata con maculiceps.